# Storhamar Hockey
Storhamar Hockey (offiziell Storhamar IL Ishockey Elite) ist ein Eishockeyklub in der norwegischen GET-ligaen. Gegründet wurde er am 18. März 1957 als Eishockeyabteilung des Storhamar IL in Hamar. Mit acht norwegischen Meisterschaften (zuletzt 2024) gehört das Team zu den erfolgreichsten Eishockeymannschaften Norwegens. Das CC Amfi in Hamar ist seit 1992 die Heimat der Mannschaften des Klubs. Die Clubfarben sind gelb und blau.

## Geschichte
Grundlage für die Gründung der Sektion Eishockey des Storhamar IL waren die Olympischen Spiele 1952, die junge Leute aus Hamar West zum Eishockeyspielen inspirierten. Das erste Spiel wurde noch vor der Gründung der Abteilung im Jahre 1956 ausgetragen. Das Team verlor allerdings gegen Valerenga Oslo mit 4:9. Ein Jahr später meldete sich der Club beim norwegischen Eishockeyverband offiziell an. Das Gründungsdatum wurde auf den 18. März 1957 festgelegt.

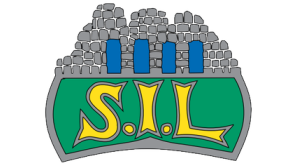
Logo des Storhamar IL

In den 1960er Jahren etablierte sich der Verein und gewann zahlreiche regionale Meisterschaften, woraufhin man sich auch zu überregionalen Meisterschaften meldete. Schon zehn Jahre nach der Gründung erlangte der Verein immer größeres Ansehen und die Mitgliedszahlen stiegen an.

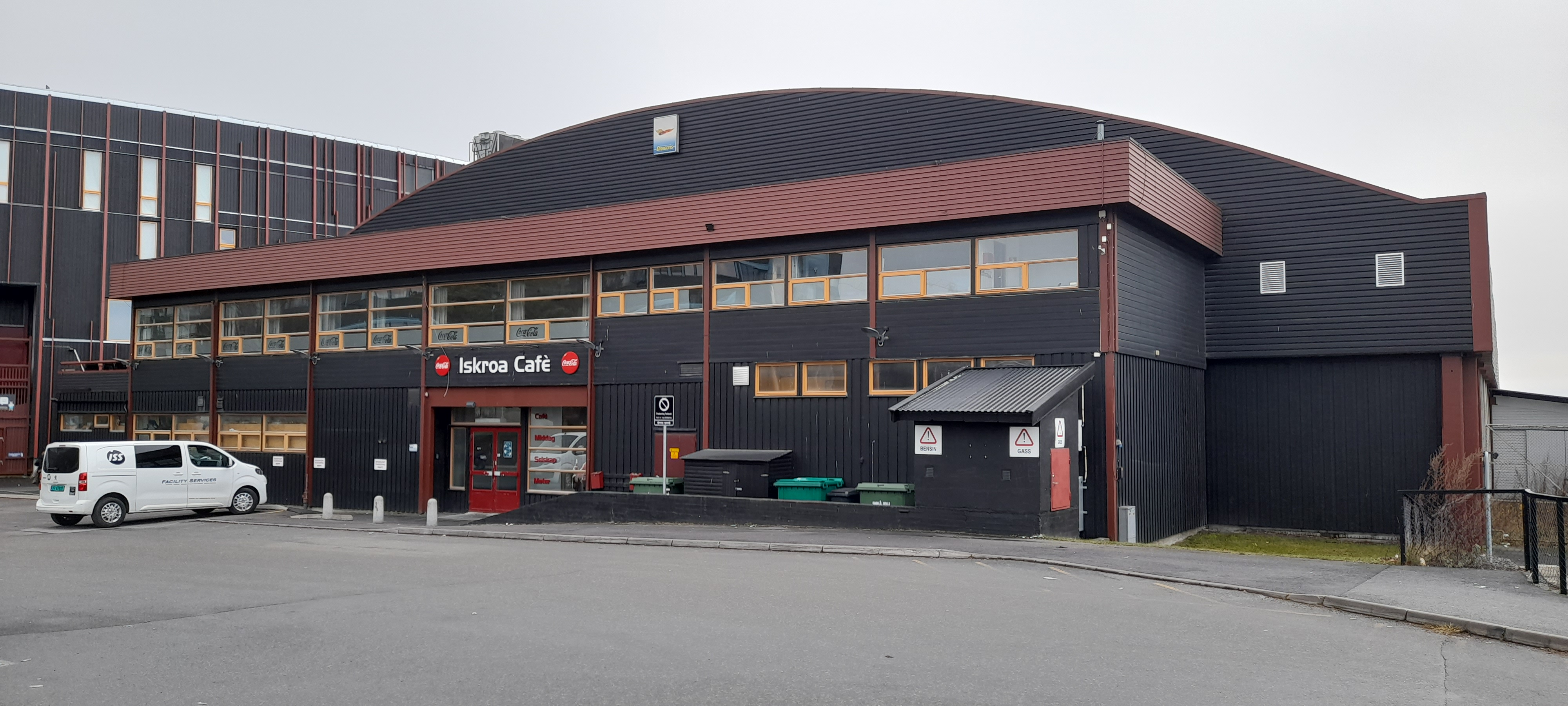
Storhamar Ishall

In den 1970er Jahren etablierte sich der Verein im überregionalen Eishockey, trotz schlechter Infrastruktur und einer Natureisbahn. Im März 1977 gelang der vorläufige Höhepunkt mit dem Aufstieg in die 1. Division. Zur nächsten Saison erhielten Storhamar IL auch die gewünschte Kunsteisbahn.
Nach einigen wirtschaftlichen Problemen konnte die Mannschaft 1982 wieder die Rückkehr in die 1. Division feiern. Mitte der 80er Jahre schaffte Storhamar endlich den Durchbruch und avancierte zu einer Topmannschaft in Norwegen und das trotz schwieriger wirtschaftlicher Bedingungen.
Durch die Olympischen Spiele 1994 in Lillehammer erhielt der Verein eine neue Heimat spendiert. Die neu gebaute Eishalle Olympic Amfi war von nun an dessen Zuhause. Sportlich lief es von da an besser und dank vieler neuer Sponsoren gehörten die turbulenten Zeiten zunächst der Vergangenheit an. Der Club konnte etliche gute Spieler verpflichten, die dem Verein 1995 die erste Meisterschaft bescherten. Danach dominierten die Dragons zwei weitere Jahre lang das norwegische Eishockey und wurden auch 1996 und 1997 norwegischer Meister. In der Zeit stellte man einen Rekord von 30 Spielen ohne Niederlage auf. 1998 fügte man den Spitznamen Dragons hinzu und kreierte ein neues Vereinswappen. Zwischen 1998 und 2015 lief die Herrenmannschaft unter dem Namen Storhamar Dragons auf, ehe der Klub zu seiner ursprünglichen Bezeichnung (Storhamar Hockey) zurückkehrte.

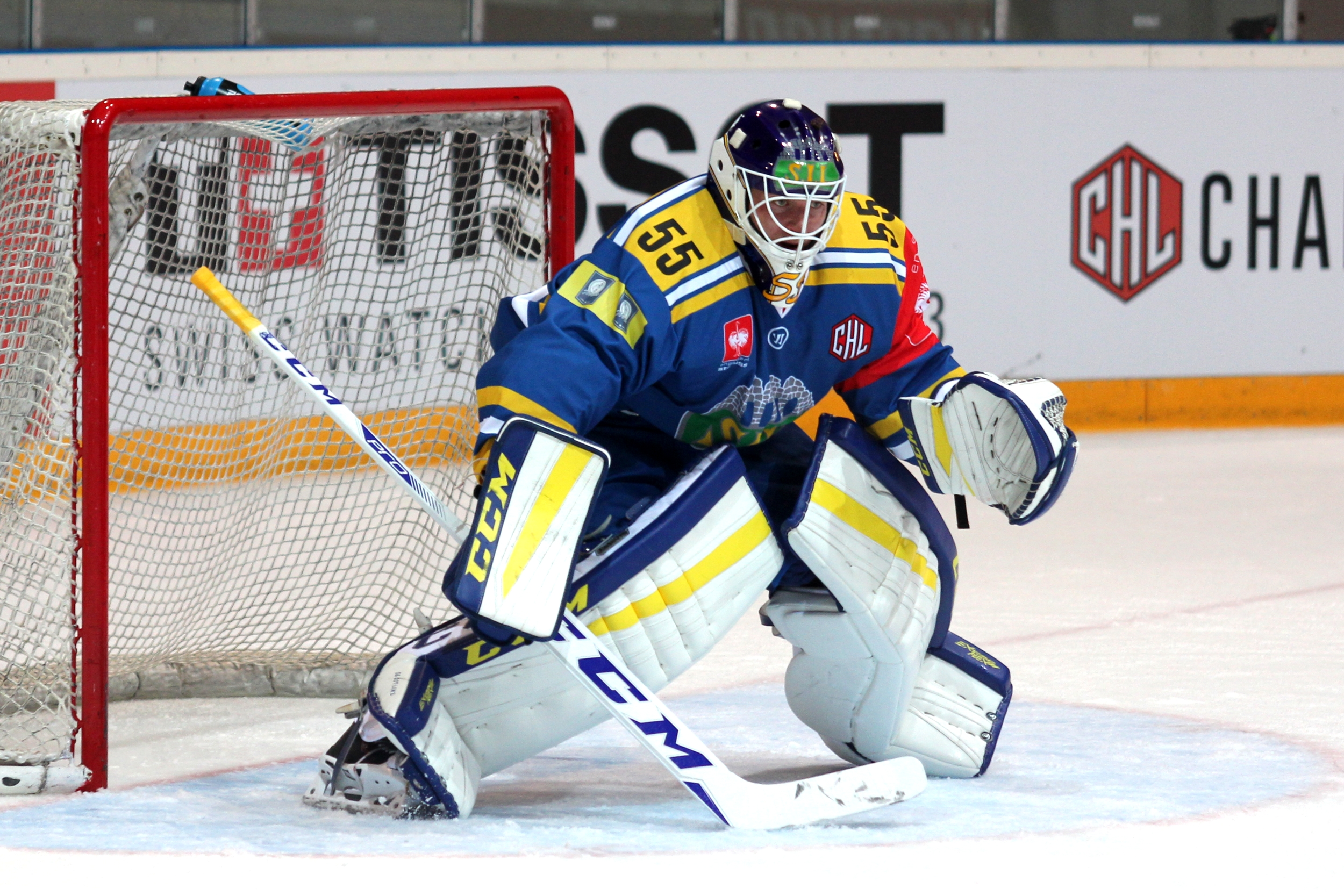
Oskar Östlund, Torhüter zwischen 2015 und 2019

Im Jahr 2000 gelang die vierte Meisterschaft. Allerdings häuften sich abermals die finanziellen Probleme und der Verein war einige Male kurz vor der Insolvenz. Aber neue Sponsoren hielten den Verein kurzfristig immer wieder über Wasser.
Während der Club 2002 und 2003 in den Play-off-Finals noch unterlag, konnte er nach einem umkämpften Finale 2004 seinen fünften Titel feiern. Das Team besiegte vor Rekordkulisse den Dauerrivalen Vålerenga Ishockey. Aktuell zählt Storhamar Hockey weiterhin zu den besten Vereinen des Landes, 2018 gewann der Club die siebte Meisterschaft, im Finale wurde der Lillehammer IK besiegt. Aufgrund des Vizemeistertitels 2015 respektive des norwegischen Meistertitels 2018 qualifizierte sich Storhamar für die Spielzeiten 2015/16 und 2018/19  der Champions Hockey League. Dabei überstand der Klub jeweils die Vorrunde und erreichte jeweils das Achtelfinale.

## Längstes Spiel
Im März 2017 traf Storhamar Hockey in Hamar auf die Sparta Warriors. Das Spiel endete erst in der achten Verlängerung mit einem 2:1-Sieg der Dragons. Mit 217 Minuten und 14 Sekunden war es das längste Spiel in der Eishockey-Geschichte.

## Spieler

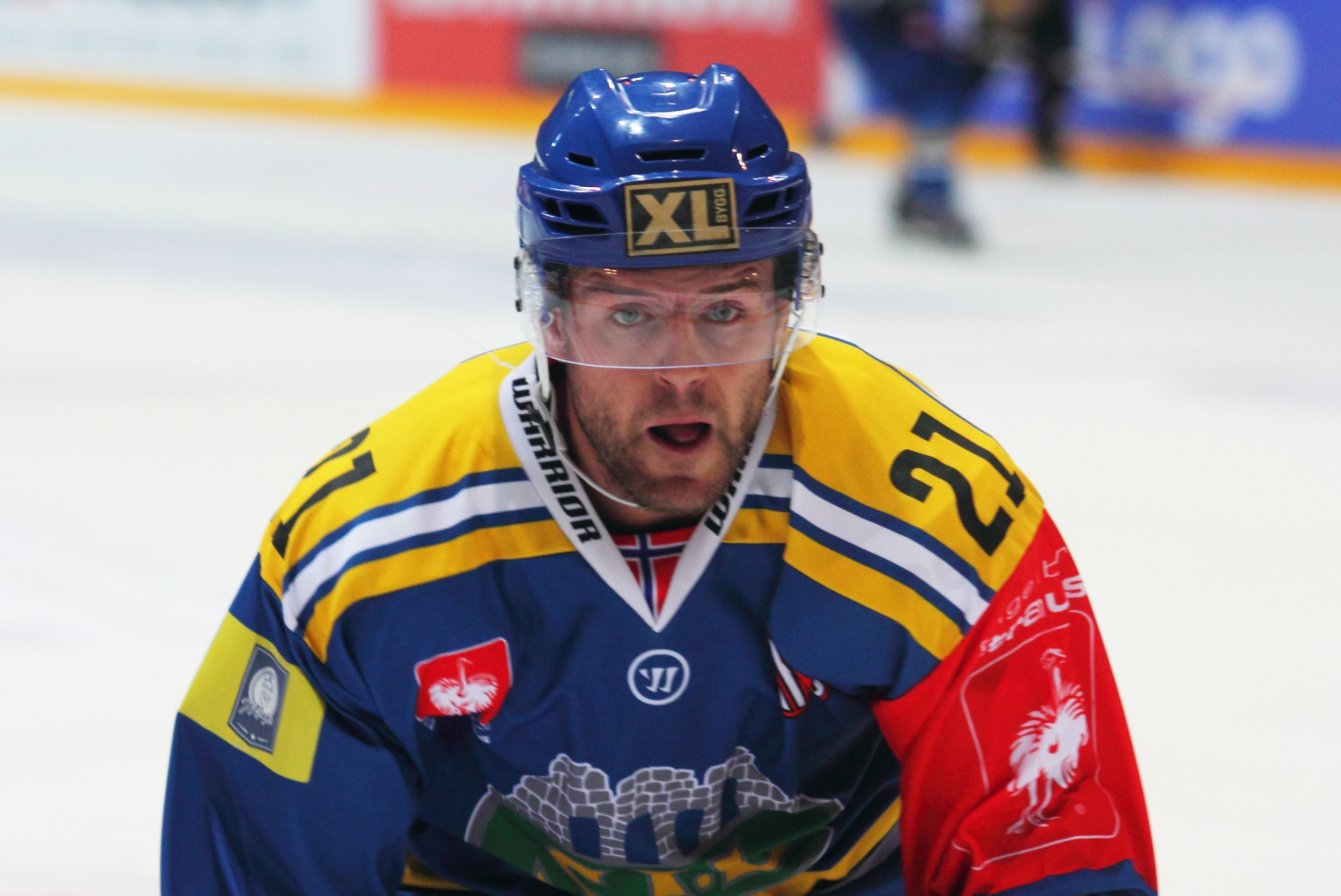
Joakim Jensen erzielte 482 Punkte in 503 Hauptrunden-Spielen für Storhamar

### Gesperrte Trikotnummern
- 20:  Erik Kristiansen (1977–1987, 1988–1998)
- 18:  Pål Johnsen (1992–2000, 2002–2015)
- 11:  Steinar Johansen (1957–1984)

### Topscorer

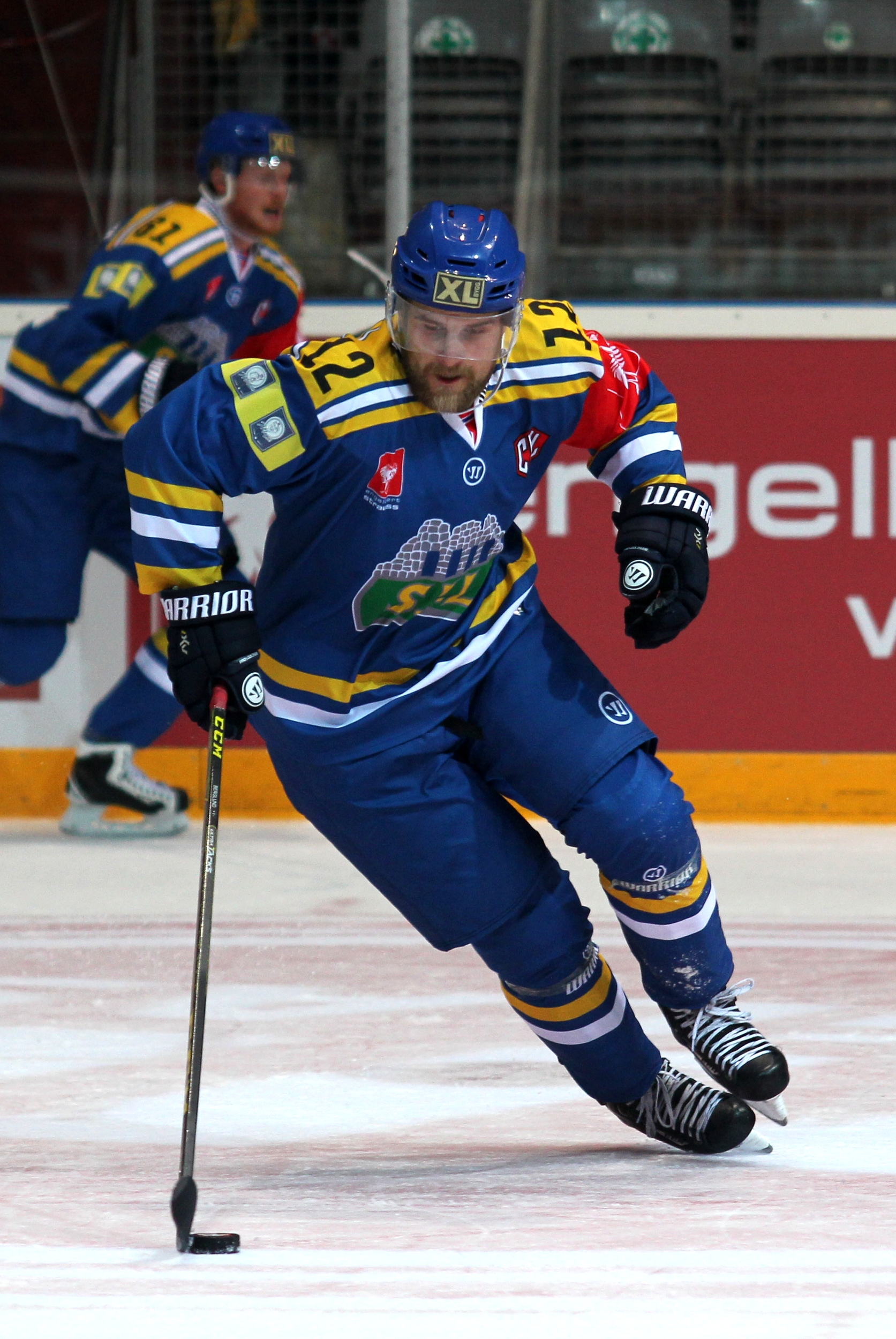
Jacob Berglund hat mit 1,51 Punkten pro Spiel den besten Punkteschnitt in den Play-offs

Die folgende Tabelle listet die punktbesten Spieler des Klubs in der regulären Saison auf. Grün hinterlegte Spieler sind in der Saison 2019/20 für den Klub aktiv.
| Spieler              | Spielzeiten         | Position | Spiele | Tore | Assists | Punkte | Punkte pro Spiel |
| -------------------- | ------------------- | -------- | ------ | ---- | ------- | ------ | ---------------- |
| Pål Johnsen          | 1992–2015           | C        | 725    | 245  | 501     | 746    | 1,03             |
| Erik Kristiansen     | 1977–1998           | C        | 481    | 396  | 340     | 736    | 1,53             |
| Tom Erik Olsen       | 1990–2006           | RW       | 530    | 325  | 301     | 626    | 1,18             |
| Joakim Jensen        | 2007–2019           | RW       | 503    | 249  | 233     | 482    | 0,96             |
| Eirik Skadsdammen    | 1999–2018           | LW       | 718    | 226  | 237     | 463    | 0,64             |
| Ole Eskild Dahlstrøm | 1992–2005           | C        | 359    | 168  | 269     | 437    | 1,22             |
| Christian Larrivée   | 2006–               | C        | 363    | 139  | 264     | 398    | 1,10             |
| Peter Madach         | 1986–1996           | C        | 277    | 135  | 211     | 346    | 1,25             |
| Arne Bergseng        | 1984–1990           | C        | 206    | 157  | 130     | 287    | 1,39             |
| Alexander Smirnow    | 1995–2001 2003–2006 | D        | 335    | 68   | 192     | 260    | 0,78             |
| Øystein Tronrud      | 1982–1989           | FW       | 224    | 122  | 148     | 260    | 1,16             |

Die folgende Tabelle listet die punktbesten Spieler des Klubs in den Play-offs respektive NM-Slutspel auf. Grün hinterlegte Spieler sind in der Saison 2019/20 für den Klub aktiv.
| Spieler              | Spiele | Tore | Assists | Punkte | Punkte pro Spiel |
| -------------------- | ------ | ---- | ------- | ------ | ---------------- |
| Christian Larrivée   | 109    | 52   | 70      | 112    | 1,03             |
| Pål Johnsen          | 178    | 35   | 71      | 106    | 0,60             |
| Ole Eskild Dahlstrøm | 100    | 48   | 50      | 98     | 0,98             |
| Tom Erik Olsen       | 115    | 42   | 47      | 89     | 0,77             |
| Eirik Skadsdammen    | 150    | 34   | 47      | 81     | 0,54             |
| Joakim Jensen        | 103    | 39   | 41      | 80     | 0,78             |
| Jacob Berglund       | 43     | 27   | 38      | 65     | 1,51             |
| Erik Kristiansen     | 55     | 24   | 33      | 57     | 1,04             |
| Mikael Zettergren    | 50     | 24   | 31      | 55     | 1,10             |
| Lars Løkken Østli    | 138    | 21   | 21      | 42     | 0,30             |

## Trainer seit 1977
- 1977–1978:  Per Ragnar Pettersen
- 1978–1980:  Svenn Rakstad-Larsen
- 1980–1981:  Mats Axelsson
- 1981–1983:  Hans Westberg
- 1983–1984:  Kåre Syversen
- 1984–1987:  Lasse Beckman
- 1987–1990:  Lenny Eriksson
- 1990–1991:  Lenny Eriksson,  Ole-Roberth Holmen,  Morten Lillehagen
- 1991–1994:  Lennart Åhlberg
- 1994–1995:  Göran Sjöberg
- 1995–2000:  Petter Thoresen
- 2000–2001:  Alexander Smirnow,  Rune Gulliksen
- 2001–2002:  Rune Gulliksen,  Petter Salsten
- 2002–2003:  Lars Molin
- 2003–2005:  Petter Salsten,  Tommy Larsen,  Torbjørn Orskaug
- 2005–2007:  Petter Thoresen
- 2007–2009:  Alexander Smirnow, , Torbjørn Orskaug
- 2009–2010:  Rune Gulliksen,  Ole Eskild Dahlstrøm
- 2010–2011:  Peter Johansson,  Michael Smithurst
- 2011–2014:  Michael Smithurst, ,  Jonas Norgren
- 2014:  Rune Gulliksen,  Tom Erik Olsen
- 2014–2015:  Alexander Smirnow,  Anders Kolbuholen
- 2015–2016:  Alexander Smirnow,  Pål Johnsen
- 2016–2017:  Sjur Robert Nilsen,  Pål Johnsen
- 2017–2018:  Fredrik Söderström,  Jeff Jakobs
- 2018–2019:  Fredrik Söderström,  Alexander Sundström
- seit 2019:  Miika Elomo,  Petteri Nummelin